# Metacyatholaimus hirschi
Metacyatholaimus hirschi är en rundmaskart som beskrevs av Stekhoven 1942. Metacyatholaimus hirschi ingår i släktet Metacyatholaimus och familjen Cyatholaimidae. Inga underarter finns listade i Catalogue of Life.